# Оуэн, Сид
Сидни Уильям «Сид» Оуэн (28 февраля 1922, Бирмингем, Уорикшир — 27 августа 1998, Лидс) — английский футболист и тренер. Пик его карьеры пришёлся на 1950-е годы, он долгое время был игроком и капитаном клуба «Лутон Таун». Он также сыграл три матча за английскую сборную, в том числе игру на чемпионате мира 1954 в Швейцарии.

## Карьера
Оуэн начал свою футбольную карьеру в клубе из родного города, «Бирмингем Сити». Он пришёл в клуб сразу после войны и играл редко, будучи в тени Теда Дакхауса, который показывал последовательные хорошие результаты. Затем в июне 1947 года Оуэн перешёл в «Лутон Таун».
За «шляпников» Оуэн дебютировал в матче на выезде против «Брентфорда», который был выигран со счётом 3:0, Хью Биллингтон оформил хет-трик. В последующие годы Оуэн играл в полузащите и был ключевым футболистом тренера Дэлли Дункана, который построил новую команду вокруг своего капитана. Собранная таким образом команда начала показывать результат и завоевала повышение, в сезоне 1954/55 клубу удалось выйти из Второго дивизиона, заняв второе место (после бывшего клуба Оуэна, «Бирмингема»). В это время Оуэн играл в сборной Англии, за которую дебютировал в возрасте 31 года, он сыграл три международных матча. Он был в составе сборной Англии на чемпионате мира 1954 года в Швейцарии и сыграл в матче предварительного раунда против Бельгии, выйдя в стартовом составе, игра завершилась вничью 4:4. В дополнение к выступлениям за сборную он был в составе в других выставочных команд, представлявших Футбольную ассоциацию Англии во время турне по Южной Африке, Австралии и Вест-Индии, он был капитаном соответствующих команд.
После 1955 года Оуэн вошёл в тренерский штаб клуба, будучи помощником тренера наряду с Тимом Келли. Свою карьеру игрока он продолжал до 1959 года. Сезон 1958/59 закончился с большим успехом, так как «Лутон Таун» вышел в финал кубка Англии, но со счётом 1:2 был побеждён «Ноттингем Форест». В знак признания его спортивных достижений английские спортивные журналисты также признали его футболистом года в Англии. После в общей сложности 413 официальных матчей Оуэн в сезоне 1959/60 занял должность главного тренера. Однако его тренерская карьера была обречена на провал, он часто ссорился с руководством клуба, в том числе относительно раннего завершения карьеры игрока. После увольнения в 1960 году Оуэн закончил многолетнее сотрудничество с «Лутон Таун» и покинул клуб, перейдя в тренерский штаб «Лидс Юнайтед».
В «Лидс» он начал успешное сотрудничество с Доном Реви. «Лидс» под руководством Реви играл во Втором дивизионе, который покинул только после повышения, заняв второе место (1965 год), затем клуб завоевал два чемпионских титула (1969 и 1974 года). В 1978 году Оуэн перешёл в «Манчестер Юнайтед», став новым тренером молодёжи. Позже в 1982 году Оуэн работал на «красных» в качестве скаута, прежде чем ушёл на пенсию.